# ماجراهای کلیف بوث
ماجراهای کلیف بوث (انگلیسی: The Adventures of Cliff Booth) یک فیلم کمدی درام آمریکایی به کارگردانی دیوید فینچر و نویسندگی کوئنتین تارانتینو است. این فیلم دنباله‌ای بر فیلم روزی روزگاری در هالیوود (۲۰۱۹) به‌شمار می‌رود و برد پیت بار دیگر در نقش کلیف بوث ایفای نقش می‌کند. از دیگر بازیگران فیلم می‌توان به اسکات کان، الیزابت دبیکی، یحیی عبدالمتین دوم، کارلا گوجینو و هولت مک‌کالانی اشاره کرد.

## خلاصه داستان
داستان این فیلم در سال ۱۹۷۷، هشت سال پس از وقایع فیلم روزی روزگاری در هالیوود جریان دارد.

## بازیگران
- برد پیت در نقش کلیف بوث
- اسکات کان
- الیزابت دبیکی
- الیزابت دبیکی
- کارلا گوجینو
- هولت مک‌کالانی

## تولید
در ژوئیهٔ ۲۰۲۱، زمانی‌که از کوئنتین تارانتینو دربارهٔ گذشتهٔ کلیف بوث، شخصیت فیلم روزی روزگاری در هالیوود (۲۰۱۹) در دوران جنگ جهانی دوم سؤال شد، او اظهار داشت: «روزی ماجرای او در اردوگاه اسیران جنگی را خواهم ساخت». تا آوریل ۲۰۲۴، زمانی‌که تارانتینو در حال نگارش فیلم‌نامهٔ منتقد سینما بود، این پروژه به تدریج به داستانی دنباله‌دار برای کلیف بوث تبدیل شد و برد پیت قرار بود بار دیگر نقش خود را ایفا کند، اما این پروژه در نهایت لغو شد. در آن زمان، گفت‌وگوهایی با دیوید کرامهولتز و اولیویا وایلد برای بازی در این نسخه در جریان بود.
در آوریل ۲۰۲۵ گزارش شد که دیوید فینچر برای کارگردانی دنباله‌ای بر روزی روزگاری در هالیوود استخدام شده است. نتفلیکس فیلم‌نامه را از تارانتینو خریداری کرد و اعلام شد که پیت بار دیگر نقش کلیف بوث را بازی خواهد کرد و لئوناردو دی‌کاپریو نیز در حال مذاکره برای بازگشت در نقش ریک دالتن است. پیت نقش کلیدی در احیای این پروژه ایفا کرد و خودش فینچر را برای کارگردانی پیشنهاد داد. ددلاین هالیوود در همان ماه گزارش داد که عنوان فیلم، ماجراهای ادامه‌دار کلیف بوث (انگلیسی: The Continuing Adventures of Cliff Booth) خواهد بود و داستان آن دربارهٔ بوث به‌عنوان فیکسر بحران‌های پشت‌صحنه در استودیوهای هالیوود خواهد بود.
در مهٔ ۲۰۲۵، الیزابت دبیکی و اسکات کان به گروه بازیگران پیوستند. در ژوئن همان سال، یحیی عبدالمتین دوم، کارلا گوجینو و هولت مک‌کالانی نیز به پروژه ملحق شدند. در این زمان، عنوان فیلم به عنوان فعلی ماجراهای کلیف بوث کوتاه شد. در ژوئیه، جی‌بی تادنا، کوری فوگل‌مانیس و کارن کاراگولیان به جمع بازیگران اضافه شدند. همچنین دیوید هیمن، سون چفین و استیسی شر به‌عنوان تهیه‌کننده، در کنار تارانتینو و پیت، به پروژه پیوستند.

## فیلم‌برداری
فیلم‌برداری اصلی از ۲۸ ژوئیه ۲۰۲۵ در کالیفرنیا آغاز شد و انتظار می‌رود تا اواسط ژانویهٔ ۲۰۲۶ به پایان برسد.